# Río Bann
El Bann es el río más largo de Irlanda del Norte. El alto Bann nace en el monte de Mourne y desemboca en el lago Neagh, mientras que el bajo Bann discurre en dirección norte desde el lago Neagh al mar, desembocando en Coleraine. La longitud total del río es de 129 kilómetros.
- Datos: Q19691
- Multimedia: River Bann / Q19691